# Diego Amaya
Diego Armando Amaya Solano (Valledupar, 10 de novembro de 1985) é um futebolista colombiano que atua como volante. Atualmente, joga pelo Once Caldas.

## Trajetória
Ele estreou em 2004 com o Once Caldas, uma equipe com a qual jogou três Copas Libertadores, em 2005, 2010 e 2011. Ele jogou 79 partidas na Categoria Primeira A. Ele ganhou os campeonatos de Abertura de 2009 e de Finalização de 2009.[carece de fontes?]

## Títulos
Once Caldas
- Campeonato Colombiano: 2010-II